# Ivan Leko
Ivan Leko (* 7. Februar 1978 in Split) ist ein ehemaliger kroatischer Fußballspieler und heutiger -trainer.

## Karriere

### Als Spieler
Lekos Karriere begann in seiner Heimat bei Hajduk Split. Als große Hoffnung und Talent wurden auch viele europäische Teams auf ihn aufmerksam. So wechselte er 2003 nach Spanien zum FC Málaga. 2005 absolvierte er nochmals eine halbe Saison bei Hajduk Split, ehe Leko ablösefrei zum FC Brügge wechselte. In der Nationalelf war er nie Stammspieler, jedoch immer im engeren Kreis. So kam er hier zu elf Einsätzen und stand auch bei der Fußball-Weltmeisterschaft 2006 mit im Kader. Als Spielmacher sollte er sowohl im offensiven wie auch im defensiven Mittelfeld eine Rolle übernehmen, falls sich ein Spieler der Stammelf verletzen sollte. Leko spielte ab 2009 in Belgien bei Germinal Beerschot. Danach war er von 2010 bis 2014 über fünf Jahre lang beim SC Lokeren aktiv, ehe er seine Karriere als Aktiver beendete und ins Traineramt wechselte.

### Als Trainer
Seine erste Station als Trainer hatte er von 2014 bis 2015 bei Oud-Heverlee Löwen in der höchsten belgischen Spielklasse und trat danach einen Wechsel zu PAOK Thessaloniki an, wo er neben seinem nahezu gleichaltrigen Landsmann und ehemaligen Teamkollegen Igor Tudor als Co-Trainer in Erscheinung trat. Nachdem Tudor als Cheftrainer durch den Serben Vladimir Ivić abgelöst wurde, musste auch Leko den Verein verlassen. Ab der Saison 2016/17 trat er das Amt als Cheftrainer der VV St. Truiden in der höchsten belgischen Fußballliga an, wo er den aus Nordirland stammenden Chris O’Loughlin ablöste. Im Juni 2017 wechselte er als Trainer zum belgischen Erstligisten FC Brügge. Dort wurde er am 10. Oktober 2018 unter Verdacht auf Korruption und Geldwäsche kurzfristig in Gewahrsam genommen. Allerdings stellte sich am nächsten Tag seine Unschuld heraus.
Nach Ablauf des Vertrages zum Ende der Saison 2018/19 vereinbarten der FC Brügge und er, den Vertrag nicht zu verlängern. Anschließend trainierte er für sechs Monate den al Ain Club in den Vereinigten Arabischen Emiraten.
Mitte Mai 2020 übernahm Leko wieder eine Aufgabe in Belgien. Er unterschrieb bei Royal Antwerpen einen Vertrag für die Saison 2020/21 und die nächste Saison. Sein erstes Spiel für Antwerpen war das infolge der COVID-19-Pandemie auf den 1. August 2020 verschobene Pokalfinale der Saison 2019/20 gegen den FC Brügge, was Antwerpen 0:1 gewann, wodurch sich der Verein für die Gruppenphase der Europa League 2020/21 qualifizierte.
Nach dem letzten Ligaspiel des Jahres kündigte Leko Ende Dezember 2020 seinen Vertrag und wechselte mit 1. Januar 2021 zu Shanghai Port FC.
Ab dem 1. Januar 2023 war Leko Trainer seines Heimatvereins HNK Hajduk Split. Er übernahm die Mannschaft während der Winterpause auf dem zweiten Tabellenplatz und schloss die Spielzeit ebenfalls als Zweiter ab. Im Mai 2023 gewann er mit dem Team den kroatischen Pokal. Zu Beginn der anschließenden Saison 2023/24 übernahm die Mannschaft vom dritten bis zum zehnten Spieltag die Tabellenführung, die sie dann nach zwei Niederlagen in Folge jedoch wieder verlor. Nach dem zwölften Spieltag stellte der Verein Leko im Oktober 2023 frei.
Im Januar 2024 übernahm Leko Standard Lüttich in Belgien, wo er einen Vertrag über zweieinhalb Jahre bis 2026 unterschrieb.

## Erfolge
Als Spieler
- Kroatischer Meister (2×): 2001, 2005 (Hajduk Split)
- Kroatischer Pokalsieger: 2000 (Hajduk Split)
- Belgischer Pokalsieger (2×): 2007 (FC Brügge), 2012 (SC Lokeren)
- Belgischer Superpokalsieger: 2005 (FC Brügge)

Als Trainer
- Belgischer Meister: 2018 (FC Brügge)
- Belgischer Superpokalsieger: 2018 (FC Brügge)
- Belgischer Pokalsieger: 2020 (Royal Antwerpen)
- Kroatischer Pokalsieger: 2023 (Hajduk Split)